# Legua
Legua (spanska) eller legoa (portugisiska) var ett vägmått.
I Spanien var 1 legua = 3 millas = 6687,24 meter. I Colombia och Argentina var 1 legua = 5000 meter.
I Portugal och dess kolonier var 1 legoa = 3 milhas = 6198 meter. Den portugisiska legoan avskaffades när Portugal övergick till metersystemet under en period som började 1814, då den portugisiska armén övergick till metersystemet, och fortsatte fram till 1872, när staten började erkänna metersystemet som det enda officiella systemet.
I syd- och mellanamerikanska länder var legua ett längmått varierande mellan 4190 meter och 6600 meter.
I England förekom i stället en league på 3 miles, motsvarande 4827,99 meter.
I Frankrike förekom måttet Lieue i olika längder såsom lieue de France = 4445,5 meter, lieue de poste (lilla landmilen, postmilen) = 3898 meter, lieue marine = 5556,8 meter, lieue d'une heure 4872 meter samt lieue de Paris = 3933 meter.